# Кастер (округ, Южная Дакота)
Округ Кастер (англ. Custer County) располагается в штате Южная Дакота, США. Официально образован в 1875 году. По состоянию на 2010 год, численность населения составляла 8216 человек.

## География
По данным Бюро переписи США, общая площадь округа равняется 4038 км2, из которых 4034 км2 суша и 4 км2 или 0,090 % это водоёмы.

## Население
По данным переписи населения 2000 года в округе проживает 7 275 жителей в составе 2 970 домашних хозяйств и 2 067 семей. Плотность населения составляет 2,00 человека на км2. На территории округа насчитывается 3 624 жилых строений, при плотности застройки около 1,00-го строения на км2. Расовый состав населения: белые — 94,17 %, афроамериканцы — 0,27 %, коренные американцы (индейцы) — 3,12 %, азиаты — 0,18 %, гавайцы — 0,01 %, представители других рас — 0,36 %, представители двух или более рас — 1,88 %. Испаноязычные составляли 1,51 % населения независимо от расы.
В составе 26,90 % из общего числа домашних хозяйств проживают дети в возрасте до 18 лет, 60,20 % домашних хозяйств представляют собой супружеские пары проживающие вместе, 6,60 % домашних хозяйств представляют собой одиноких женщин без супруга, 30,40 % домашних хозяйств не имеют отношения к семьям, 25,90 % домашних хозяйств состоят из одного человека, 10,30 % домашних хозяйств состоят из престарелых (65 лет и старше), проживающих в одиночестве. Средний размер домашнего хозяйства составляет 2,35 человека, и средний размер семьи 2,80 человека.
Возрастной состав округа: 24,10 % моложе 18 лет, 6,30 % от 18 до 24, 22,40 % от 25 до 44, 31,10 % от 45 до 64 и 31,10 % от 65 и старше. Средний возраст жителя округа 43 лет. На каждые 100 женщин приходится 104,40 мужчин. На каждые 100 женщин старше 18 лет приходится 99,40 мужчин.
Средний доход на домохозяйство в округе составлял 36 303 USD, на семью — 43 628 USD. Среднестатистический заработок мужчины был 30 475 USD против 20 781 USD для женщины. Доход на душу населения составлял 17 945 USD. Около 6,20 % семей и 9,40 % общего населения находились ниже черты бедности, в том числе — 13,00 % молодежи (тех, кому ещё не исполнилось 18 лет) и 7,40 % тех, кому было уже больше 65 лет.